# Чемпионат КОНКАКАФ среди молодёжных команд 2018
Чемпионат КОНКАКАФ по футболу среди молодёжных команд — 27-й розыгрыш чемпионата КОНКАКАФ среди молодёжи. В этом турнире имеют право принимать участие игроки, родившиеся после 1 января 1999 года.
Чемпионат КОНКАКАФ по футболу среди юношей до 20 лет 2018 года, был 27-м в общей сложности, если учитывать все эпохи. Он проходил в Брейдентоне, штат Флорида, США, в период с 1 по 21 ноября 2018 года.
Был объявлен новый формат, который убрал отдельные квалификационные раунды для Центральной Америки и Карибских островов, гарантировав каждой команде минимум четыре официальных матча. 
Этот турнир определял четыре команды КОНКАКАФ, которые представляли регион на Чемпионате мира по футболу среди юношей до 20 лет 2019 года в Польше.  Квалифицировались США, Мексика, Панама и Гондурас. Турнир также определял команды КОНКАКАФ, которые будут играть в турнире по футболу на Панамериканских играх 2019 года в Лиме, Перу. 
США были действующими победителями на этом турнире. Они успешно защитили свой титул на своей земле, выиграв финал со счетом 2:0 против Мексики, и стали двукратными победителями Чемпионата КОНКАКАФ среди юношей до 20 лет. 

## Команды
В отличие от предыдущих турниров, на этот раз не проводилось квалификации, и в финальный турнир прямо прошли 34 команды (из 41 членов КОНКАКАФ).  Среди них были все три члена Североамериканского футбольного союза (NAFU), все семь членов Центральноамериканский футбольного союза (UNCAF) и 24 (из 31) членов Карибского футбольного союза (CFU).
| Зона | Команда                           | Кол-во участий | Предыдущий лучший результат                                                             | Кол-во выступлений на чемпионатах мира FIFA до 20 лет |
| ---- | --------------------------------- | -------------- | --------------------------------------------------------------------------------------- | ----------------------------------------------------- |
| САФС | Канада                            | 23             | Чемпионы (1986, 1996)                                                                   | 8                                                     |
| САФС | Мексика                           | 26             | Чемпионы (1962, 1970, 1973, 1974, 1976, 1978, 1980, 1984, 1990, 1992, 2011, 2013, 2015) | 15                                                    |
| САФС | США (обладатели титула & хозяева) | 24             | Чемпионы (2017)                                                                         | 15                                                    |
| ЦАФС | Белиз                             | 2              | Первый раунд (1994)                                                                     | 0                                                     |
| ЦАФС | Коста-Рика                        | 20             | Чемпионы (1988, 2009)                                                                   | 9                                                     |
| ЦАФС | Сальвадор                         | 17             | Чемпионы (1964)                                                                         | 1                                                     |
| ЦАФС | Гватемала                         | 19             | Второе место (1962, [1973)                                                              | 1                                                     |
| ЦАФС | Гондурас                          | 19             | Чемпионы (1982, 1994)                                                                   | 7                                                     |
| ЦАФС | Никарагуа                         | 9              | Второй раунд (1976)                                                                     | 0                                                     |
| ЦАФС | Панама                            | 11             | Второе место (2015)                                                                     | 5                                                     |
| КФС  | Антигуа и Барбуда                 | 4              | Первый раунд (1980, 1986, 2017)                                                         | 0                                                     |
| КФС  | Аруба                             | 2              | Первый раунд (2015)                                                                     | 0                                                     |
| КФС  | Барбадос                          | 6              | Первый раунд (1976, 1980, 1984, 1986, 1990)                                             | 0                                                     |
| КФС  | Бермудские Острова                | 13             | Второй раунд (1974, 1980)                                                               | 0                                                     |
| КФС  | Каймановы Острова                 | 1              | Дебют                                                                                   | 0                                                     |
| КФС  | Куба                              | 13             | Второе место (1970, 1974)                                                               | 1                                                     |
| КФС  | Кюрасао                           | 13             | Третье место (1962)                                                                     | 0                                                     |
| КФС  | Доминика                          | 1              | Дебют                                                                                   | 0                                                     |
| КФС  | Доминиканская Республика          | 5              | Второй раунд (1976)                                                                     | 0                                                     |
| КФС  | Гренада                           | 4              | Первый раунд (1978, 1980, 1990)                                                         | 0                                                     |
| КФС  | Гваделупа                         | 3              | Первый раунд (1992, 2011)                                                               | 0                                                     |
| КФС  | Гайана                            | 3              | Второй раунд (1984)                                                                     | 0                                                     |
| КФС  | Гаити                             | 9              | Второй раунд (1978)                                                                     | 0                                                     |
| КФС  | Ямайка                            | 20             | Третье место (1970)                                                                     | 1                                                     |
| КФС  | Мартиника                         | 3              | Первый раунд (1994, 1996)                                                               | 0                                                     |
| КФС  | Пуэрто-Рико                       | 8              | Первый раунд (1974, 1976, 1978, 1980,1982, 1984, 2013)                                  | 0                                                     |
| КФС  | Сент-Китс и Невис                 | 3              | Первый раунд (2007, 2017)                                                               | 0                                                     |
| КФС  | Сент-Люсия                        | 1              | Дебют                                                                                   | 0                                                     |
| КФС  | Сен-Мартен                        | 1              | Дебют                                                                                   | 0                                                     |
| КФС  | Сент-Винсент и Гренадины          | 1              | Дебют                                                                                   | 0                                                     |
| КФС  | Синт-Мартен                       | 1              | Дебют                                                                                   | 0                                                     |
| КФС  | Суринам                           | 6              | Первый раунд (1976, 1980, 1986, 1990, 2011)                                             | 0                                                     |
| КФС  | Тринидад и Тобаго                 | 20             | Второе место (1990)                                                                     | 2                                                     |
| КФС  | Американские Виргинские Острова   | 1              | Дебют                                                                                   | 0                                                     |

1. ↑  включает выступления за Нидерландские Антильские острова..
2. ↑  Не члены ФИФА и, следовательно, не имеют права участвовать в квалификационном этапе.
3. ↑  Не члены ФИФА и, следовательно, не имеют права участвовать в квалификационном этапе.
4. ↑  Не члены ФИФА и, следовательно, не имеют права участвовать в квалификационном этапе.
5. ↑  Не члены ФИФА и, следовательно, не имеют права участвовать в квалификационном этапе.

Не участвовали
- Ангилья
- Багамские Острова
- Бонайре
- Британские Виргинские Острова
- Французская Гвиана
- Монтсеррат
- Теркс и Кайкос

## Жеребьевка
Жеребьевка для финального турнира состоялся 13 сентября 2018 года в 10:00 по восточному времени (UTC-4) в главном офисе КОНКАКАФ в Майами. Исходя из рейтинга КОНКАКАФ до 20 лет, шесть лучших команд были распределены в разные группы, а оставшиеся 28 команд были разделены на пять групп по следующей схеме: 
| Сеянные команды                                                                            | Корзина 1                                                        | Корзина 2                                                                                | Корзина 3                                                                              | Корзина 4                                                                              | Корзина 5                                                                |
| ------------------------------------------------------------------------------------------ | ---------------------------------------------------------------- | ---------------------------------------------------------------------------------------- | -------------------------------------------------------------------------------------- | -------------------------------------------------------------------------------------- | ------------------------------------------------------------------------ |
| - США (A1) - Мексика (B1) - Гондурас (C1) - Панама (D1) - Коста-Рика (E1) - Сальвадор (F1) | - Куба - Гватемала - Тринидад и Тобаго - Гаити - Канада - Ямайка | - Антигуа и Барбуда - Бермудские Острова - Сент-Китс и Невис - Кюрасао - Аруба - Суринам | - Никарагуа - Доминиканская Республика - Пуэрто-Рико - Гваделупа - Сент-Люсия - Гайана | - Сент-Винсент и Гренадины - Гренада - Каймановы Острова - Барбадос - Белиз - Доминика | - Американские Виргинские Острова - Мартиника - Синт-Мартен - Сен-Мартен |

34 команды были разделены на шесть групп: четыре группы из шести команд и две группы из пяти команд. Победители каждой группы в групповом этапе проходят в этап отбора, где шесть команд разделены на две группы по три команды (победители групп A, C и E в одной группе, победители групп B, D и F в другой группе). Два лучших коллектива из каждой группы этапа отбора проходят на Чемпионат мира FIFA до 20 лет 2019 года, а также победители групп также проходят в финал для определения чемпионов КОНКАКАФ до 20 лет.

## Регламент для составов
Игроки, родившиеся 1 января 1999 года и позднее, имеют право на участие в турнире. Каждая команда должна представить предварительный состав из 35 игроков (в том числе 4 вратаря) и окончательный состав из 20 игроков (в том числе 2 вратаря). После окончания группового этапа команда, проходящая в этап отбора, может заменить до шести игроков игроками из предварительного состава. 

## Групповой этап
Победители каждой группы в групповом этапе проходят в Квалификационный этап. Если победитель группы не является членом ФИФА, то высшерангированный член ФИФА в этой группе проходит в этап отбора (Положение, статья 12.9). 
Таблица очков (как в групповом, так и в квалификационном этап)
Команды располагаются в таблице по очкам (3 очка за победу, 1 очко за ничью, 0 очков за поражение). Ранжирование команд в каждой группе определяется следующим образом (Положение, статьи 12.5 и 12.8): 
1. очки, полученные во всех матчах группы;
2. разница голов во всех матчах группы;
3. количество забитых голов во всех матчах группы;

Если две или более команды равны по вышеперечисленным критериям, их ранжирование определяется следующим образом:
1. очки, полученные в матчах группы между заинтересованными командами;
2. разница голов в матчах группы между заинтересованными командами;
3. количество забитых голов в матчах группы между заинтересованными командами;
4. баллы честной игры во всех матчах группы:
5. первая желтая карточка: минус 1 очко;   
  - первая желтая карточка: минус 1 очко;
  - вторая желтая карточка: минус 3 очка;
  - прямая красная карточка: минус 4 очка;
  - желтая карточка и прямая красная карточка: минус 5 очков;
6. жеребьевка КОНКАКАФ.

### Группа А
| Поз | Команда                         | И | В | Н | П | МЗ | МП | РМ  | О  | Квалификация          |
| --- | ------------------------------- | - | - | - | - | -- | -- | --- | -- | --------------------- |
| 1   | США (Х)                         | 5 | 5 | 0 | 0 | 39 | 2  | +37 | 15 | Квалификационный этап |
| 2   | Суринам                         | 5 | 3 | 0 | 2 | 18 | 12 | +6  | 9  |                       |
| 3   | Пуэрто-Рико                     | 5 | 3 | 0 | 2 | 16 | 15 | +1  | 9  |                       |
| 4   | Тринидад и Тобаго               | 5 | 3 | 0 | 2 | 12 | 11 | +1  | 9  |                       |
| 5   | Сент-Винсент и Гренадины        | 5 | 1 | 0 | 4 | 8  | 15 | −7  | 3  |                       |
| 6   | Американские Виргинские Острова | 5 | 0 | 0 | 5 | 2  | 40 | −38 | 0  |                       |

### Группа B
| Поз | Команда    | И | В | Н | П | МЗ | МП | РМ  | О  | Квалификация          |
| --- | ---------- | - | - | - | - | -- | -- | --- | -- | --------------------- |
| 1   | Мексика    | 5 | 4 | 1 | 0 | 31 | 2  | +29 | 13 | Квалификационный этап |
| 2   | Ямайка     | 5 | 4 | 1 | 0 | 24 | 3  | +21 | 13 |                       |
| 3   | Гренада    | 5 | 2 | 0 | 3 | 7  | 14 | −7  | 6  |                       |
| 4   | Никарагуа  | 5 | 2 | 0 | 3 | 4  | 13 | −9  | 6  |                       |
| 5   | Аруба      | 5 | 1 | 1 | 3 | 6  | 20 | −14 | 4  |                       |
| 6   | Сен-Мартен | 5 | 0 | 1 | 4 | 3  | 23 | −20 | 1  |                       |

1. ↑  Не члены ФИФА и, следовательно, не имеют права участвовать в квалификационном этапе.

### Группа C
| Поз | Команда                  | И | В | Н | П | МЗ | МП | РМ  | О  | Квалификация          |
| --- | ------------------------ | - | - | - | - | -- | -- | --- | -- | --------------------- |
| 1   | Гондурас                 | 5 | 5 | 0 | 0 | 30 | 5  | +25 | 15 | Квалификационный этап |
| 2   | Куба                     | 5 | 4 | 0 | 1 | 19 | 5  | +14 | 12 |                       |
| 3   | Доминиканская Республика | 5 | 3 | 0 | 2 | 23 | 10 | +13 | 9  |                       |
| 4   | Антигуа и Барбуда        | 5 | 2 | 0 | 3 | 10 | 11 | −1  | 6  |                       |
| 5   | Белиз                    | 5 | 1 | 0 | 4 | 5  | 19 | −14 | 3  |                       |
| 6   | Синт-Мартен              | 5 | 0 | 0 | 5 | 4  | 41 | −37 | 0  |                       |

1. ↑  Не члены ФИФА и, следовательно, не имеют права участвовать в квалификационном этапе.

### Группа D
| Поз | Команда           | И | В | Н | П | МЗ | МП | РМ  | О  | Квалификация          |
| --- | ----------------- | - | - | - | - | -- | -- | --- | -- | --------------------- |
| 1   | Панама            | 5 | 5 | 0 | 0 | 17 | 3  | +14 | 15 | Квалификационный этап |
| 2   | Канада            | 5 | 3 | 0 | 2 | 10 | 6  | +4  | 9  |                       |
| 3   | Гваделупа         | 5 | 3 | 0 | 2 | 9  | 8  | +1  | 9  |                       |
| 4   | Доминика          | 5 | 2 | 0 | 3 | 5  | 14 | −9  | 6  |                       |
| 5   | Сент-Китс и Невис | 5 | 1 | 0 | 4 | 7  | 10 | −3  | 3  |                       |
| 6   | Мартиника         | 5 | 1 | 0 | 4 | 4  | 11 | −7  | 3  |                       |

1. 1 2  Не члены ФИФА и, следовательно, не имеют права участвовать в квалификационном этапе.

### Группа E
| Поз | Команда            | И | В | Н | П | МЗ | МП | РМ  | О  | Квалификация          |
| --- | ------------------ | - | - | - | - | -- | -- | --- | -- | --------------------- |
| 1   | Коста-Рика         | 4 | 4 | 0 | 0 | 14 | 0  | +14 | 12 | Квалификационный этап |
| 2   | Гаити              | 4 | 3 | 0 | 1 | 9  | 1  | +8  | 9  |                       |
| 3   | Сент-Люсия         | 4 | 2 | 0 | 2 | 3  | 8  | −5  | 6  |                       |
| 4   | Барбадос           | 4 | 0 | 1 | 3 | 1  | 8  | −7  | 1  |                       |
| 5   | Бермудские Острова | 4 | 0 | 1 | 3 | 0  | 10 | −10 | 1  |                       |

### Группа F
| Поз | Команда           | И | В | Н | П | МЗ | МП | РМ | О | Квалификация          |
| --- | ----------------- | - | - | - | - | -- | -- | -- | - | --------------------- |
| 1   | Сальвадор         | 4 | 3 | 0 | 1 | 7  | 5  | +2 | 9 | Квалификационный этап |
| 2   | Гватемала         | 4 | 2 | 1 | 1 | 10 | 5  | +5 | 7 |                       |
| 3   | Кюрасао           | 4 | 2 | 0 | 2 | 10 | 10 | 0  | 6 |                       |
| 4   | Каймановы Острова | 4 | 1 | 1 | 2 | 8  | 11 | −3 | 4 |                       |
| 5   | Гайана            | 4 | 1 | 0 | 3 | 7  | 11 | −4 | 3 |                       |

## Квалификационный этап
Два лучших коллектива каждой группы на этапе отбора квалифицируются на Чемпионат мира по футболу среди игроков до 20 лет 2019 года, а победители каждой группы также проходят в финал для определения чемпиона.

### Группа G
| Поз | Команда    | И | В | Н | П | МЗ | МП | РМ | О | Квалификация         |
| --- | ---------- | - | - | - | - | -- | -- | -- | - | -------------------- |
| 1   | США (Х)    | 2 | 2 | 0 | 0 | 5  | 0  | +5 | 6 | Финал и ЧМ до 20 лет |
| 2   | Гондурас   | 2 | 0 | 1 | 1 | 1  | 2  | −1 | 1 | ЧМ до 20 лет         |
| 3   | Коста-Рика | 2 | 0 | 1 | 1 | 1  | 5  | −4 | 1 |                      |

### Группа H
| Поз | Команда   | И | В | Н | П | МЗ | МП | РМ | О | Квалификация         |
| --- | --------- | - | - | - | - | -- | -- | -- | - | -------------------- |
| 1   | Мексика   | 2 | 1 | 1 | 0 | 3  | 2  | +1 | 4 | Финал и ЧМ до 20 лет |
| 2   | Панама    | 2 | 1 | 1 | 0 | 3  | 2  | +1 | 4 | ЧМ до 20 лет         |
| 3   | Сальвадор | 2 | 0 | 0 | 2 | 0  | 2  | −2 | 0 |                      |

1. 1 2  Очки Fair play: Мексика −1, Панама −2.

## Финал
В финале, если матч заканчивается вничью после 90 минут игры, проводится дополнительное время, и если результат остаётся ничейным после дополнительного времени, матч решается серией пенальти (пункт 12.10 Регламента).
| США                     | 2–0     | Мексика |
| ----------------------- | ------- | ------- |
| - Алекс Мендес 17′, 50′ | (отчёт) |         |

## Нагарады

### Чемпион
| Победитель Чемпионата КОНКАКАФ по футболу до 20 лет 2018 |
| -------------------------------------------------------- |
| США (второй раз)                                         |

### Индивидуальные награды
По окончании турнира были вручены следующие награды:
| Награда                                  | Игрок                             |
| ---------------------------------------- | --------------------------------- |
| Золотой мяч                              | Алекс Мендес ( США )              |
| Золотая бутса                            | Хосе Масиас - 10 голов ( Мексика) |
| Золотая перчатка                         | Брейди Скотт( США )               |
| Награда за справедливую игру (Fair Play) | Мексика                           |

| Вратарь              | Защитник                                                                                                 | Полузащитник                                                                | Нападающий                                                              |
| -------------------- | --- | --------------------------------------------------------------------------- | ----------------------------------------------------------------------- |
| Брейди Скотт ( США ) | - Сержиньо Дест ( США ) - Крис Глостер ( США ) - Марк Маккензи ( США ) - Хильберто Сепульведа ( Мексика) | - Брэндон Сервания ( США ) - Алекс Мендес ( США ) - Диего Лаинес ( Мексика) | - Айо Акинола ( США ) - Улиссес Льянес ( США ) - Хосе Масиас ( Мексика) |